# Bathoniano
| Periodo                                                                                      | Epoca                | Piano          | Età (Ma)    |
| -------------------------------------------------------------------------------------------- | -------------------- | -------------- | ----------- |
| Cretacico                                                                                    | Cretacico inferiore  | Berriasiano    | Più recente |
| Giurassico                                                                                   | Giurassico superiore | Titoniano      | 149,2 ± 0,7 |
| Giurassico                                                                                   | Giurassico superiore | Kimmeridgiano  | 154,8 ± 0,8 |
| Giurassico                                                                                   | Giurassico superiore | Oxfordiano     | 161,5 ± 1,0 |
| Giurassico                                                                                   | Giurassico medio     | Calloviano     | 165,3 ± 1,1 |
| Giurassico                                                                                   | Giurassico medio     | Bathoniano     | 168,2 ± 1,2 |
| Giurassico                                                                                   | Giurassico medio     | Bajociano      | 170,9 ± 0,8 |
| Giurassico                                                                                   | Giurassico medio     | Aaleniano      | 174,7 ± 0,8 |
| Giurassico                                                                                   | Giurassico inferiore | Toarciano      | 184,2 ± 0,3 |
| Giurassico                                                                                   | Giurassico inferiore | Pliensbachiano | 192,9 ± 0,3 |
| Giurassico                                                                                   | Giurassico inferiore | Sinemuriano    | 199,5 ± 0,3 |
| Giurassico                                                                                   | Giurassico inferiore | Hettangiano    | 201,4 ± 0,3 |
| Triassico                                                                                    | Triassico superiore  | Retico         | Più antico  |
| Suddivisione del Giurassico secondo la Commissione internazionale di stratigrafia dell'IUGS. |                      |                |             |

Nella scala dei tempi geologici, il Bathoniano rappresenta il terzo dei quattro stadi stratigrafici o età in cui è suddiviso il Giurassico medio, la seconda epoca dell'intero periodo Giurassico.
È compreso tra 167,7 ± 3,5 e 164,7 ± 4,0 milioni di anni fa (Ma), preceduto dal Bajociano e seguito dal Calloviano, ultimo stadio del Giurassico medio.

## Definizioni stratigrafiche e GSSP
Lo stadio Bathoniano deriva il suo nome dalla stazione termale di Bath, in Inghilterra, che sorge su calcari del periodo Giurassico. Il nome della cittadina era noto in epoca romana come Bathonium.
Il nome Bathoniano fu introdotto nella letteratura scientifica dal geologo belga d'Omalius d'Halloy nel 1843 che identificò il sito di riferimento presso questa località inglese.

Nel 1852 il paleontologo francese Alcide d'Orbigny definì il Bathoniano come stadio e ne fissò la durata.
La base del Bathoniano è fissata alla prima comparsa nella colonna stratigrafica della specie ammonitiche Gonolkites convergens e Morphoceras parvum. 
Il limite superiore del Bathoniano, nonché base del successivo stadio Calloviano, è definito dalla prima comparsa del genere ammonitico Kepplerites.

### GSSP
Il GSSP, lo strato di riferimento della Commissione Internazionale di Stratigrafia, per il Bathoniano è definito alla base del letto calacareo RB071 nella sezione Ravin du Bès, nell'area di Bas-Auran, nelle Alpi francesi dell'Alta Savoia, a circa 25 km a SSE di Digne-les-Bains.  Le coordinate del GSSP sono 43°57'38"N di latitudine e 6º18'55"E di longitudine.

### Biozone
Nel dominio Tetide, il Bathoniano contiene otto biozone ammonitiche:
- zona della Clydoniceras discus
- zona della Hecticoceras retrocostatum
- zona della Cadomites bremeri
- zona della Morrisiceras morrisi
- zona della Tulites subcontractus
- zona della Procerites progracilis
- zona della Procerites aurigerus
- zona della Zigzagiceras zigzag

## Paleontologia

### †Anchilosauri
| Ankylosauria del Bathoniano                     | Ankylosauria del Bathoniano | Ankylosauria del Bathoniano | Ankylosauria del Bathoniano | Ankylosauria del Bathoniano |
| Taxa                                            | Presenza                    | Localizzazione              | Descrizione | Immagine                    |
| ----------------------------------------------- | --------------------------- | --------------------------- | --- | --------------------------- |
| - Tianchisaurus - Tianchisaurus nedegoapeferima |                             |                             | Anchilosauro cinese privo della spatola terminale nella coda. Il nome binomiale è formato dalle prime due lettere del cognome degli interpreti del film Jurassic Park. |                             |

### Crocodylomorfi
| Crocodylomorpha del Bathoniano | Crocodylomorpha del Bathoniano | Crocodylomorpha del Bathoniano | Crocodylomorpha del Bathoniano | Crocodylomorpha del Bathoniano |
| Taxa                           | Presenza                       | Localizzazione                 | Descrizione | Immagine                       |
| ------------------------------ | ------------------------------ | ------------------------------ | --- | ------------------------------ |
| - Metriorhynchus               |                                | Germania, Argentina,, Cile     | Carnivoro opportunistico che si cibava di pesci, belemniti, altri animali marini e forse carogne. Il Metriorhynchus raggiungeva una lunghezza media di circa tre metri, anche se qualche esemplare poteva rivaleggiare in dimensioni con il grande coccodrillo del Nilo. |                                |
| - Razanandrongobe              |                                | Madagascar                     | Grosso carnivoro di una lunghezza di 7 metri, che cacciava probabilmente i sauropodi del suo ambiente |                                |
| - Steneosaurus                 |                                |                                | |                                |
| - Teleosaurus                  |                                |                                | |                                |
| - Teleidosaurus                |                                |                                | Il più ancestrale (plesiomorfo) dei metriorhynchidae. |                                |

### †Ornitopodi
| Ornithopoda del Bathoniano                | Ornithopoda del Bathoniano   | Ornithopoda del Bathoniano               | Ornithopoda del Bathoniano | Ornithopoda del Bathoniano |
| Taxa                                      | Presenza                     | Localizzazione                           | Descrizione | Immagine                   |
| ----------------------------------------- | ---------------------------- | ---------------------------------------- | --- | -------------------------- |
| - Agilisaurus - Agilisaurus louderbacki   |                              |                                          | Bipede erbivoro molto veloce, lungo poco più di un metro. Fu scoperto in Cina in uno dei molti depositi del Calloviano.                 |                            |
| - Hexinlusaurus - Hexinlusaurus multidens | Dal Bathoniano al Calloviano | Lower Shaximiao Formation, Sichuan, Cina | Piccolo dinosauro degli ornitischi. |                            |
| - Xiaosaurus - Xiaosaurus dashanpensis    |                              |                                          | Piccolo Ornitischio vegetariano cinese, non molto conosciuto, che potrebbe essere correlato all'Hypsilophodon foxii e al Lesothosaurus. |                            |
| - Yandusaurus - Yandusaurus hongheensis   |                              | Dashanpu Formation, Sichuan, Cina        | Erbivoro cinese della famiglia degli Hypsilophodontidae, lungo circa un metro e mezzo.                                                  |                            |

### †Sauropodi
| Sauropoda del Bathoniano | Sauropoda del Bathoniano | Sauropoda del Bathoniano                 | Sauropoda del Bathoniano | Sauropoda del Bathoniano |
| Taxa                     | Presenza                 | Localizzazione                           | Descrizione | Immagine                 |
| ------------------------ | ------------------------ | ---------------------------------------- | --- | ------------------------ |
| - Abrosaurus             |                          |                                          | L'Abrosaurus era un piccolo sauropode della Cina, caratterizzato da un cranio inusuale. La lunghezza degli adulti superava di poco i nove metri.                                                                   |                          |
| - Atlasaurus             |                          |                                          | Sauropode del Marocco, il cui nome deriva dal mitico gigante che sosteneva il mondo sulle sue spalle. Poteva raggiungere una lunghezza di 15 metri.                                                                |                          |
| - Cardiodon              |                          |                                          | Sauropode inglese poco noto, caratterizzato da denti cuoriformi. |                          |
| - Shunosaurus            |                          | Lower Shaximiao Formation, Sichuan, Cina | Sauropode lungo circa dieci metri, caratterizzato dal collo relativamente corto, dal cranio piccolo e da denti a spatola. La coda terminava con una sorta di mazza, probabilmente usata per colpire gli avversari. |                          |

### †Stegosauri
| Stegosauria del Bathoniano | Stegosauria del Bathoniano | Stegosauria del Bathoniano               | Stegosauria del Bathoniano | Stegosauria del Bathoniano |
| Taxa                       | Presenza                   | Localizzazione                           | Descrizione | Immagine                   |
| -------------------------- | -------------------------- | ---------------------------------------- | --- | -------------------------- |
| - Huayangosaurus           | Bathoniano e Calloviano    | Lower Shaximiao Formation, Sichuan, Cina | Erbivoro quadrupede lungo circa 4,5 metri, con cranio piccolo e coda armata di punte. Presentava la tipica doppia fila di placche ossee verticali estese su tutto il dorso, caratteristica di tutti gli stegosauri e due lunghe spine orizzontali alla fine della coda. |                            |

### †Thalattosuchiani
| Thalattosuchia del Bathoniano | Thalattosuchia del Bathoniano | Thalattosuchia del Bathoniano | Thalattosuchia del Bathoniano | Thalattosuchia del Bathoniano |
| Taxa                          | Presenza                      | Localizzazione                | Descrizione | Immagine                      |
| ----------------------------- | ----------------------------- | ----------------------------- | --- | ----------------------------- |
| - Metriorhynchus              |                               |                               | Carnivoro opportunistico che si nutriva di pesci, belemniti, altri animali marini e forse carogne. Il Metriorhynchus raggiungeva in genere una lunghezza di poco superiore ai tre metri, anche se alcuni esemplari potevano competere con il grande coccodrillo del Nilo. |                               |
| - Teleidosaurus               |                               |                               | Il più ancestrale (plesiomorfo) dei metriorhynchidae. |                               |

### Teropodi
| Theropoda del Bathoniano | Theropoda del Bathoniano | Theropoda del Bathoniano | Theropoda del Bathoniano | Theropoda del Bathoniano |
| Taxa                     | Presenza                 | Localizzazione           | Descrizione | Immagine                 |
| ------------------------ | ------------------------ | ------------------------ | --- | ------------------------ |
| - Gasosaurus             |                          |                          | Predatore della Cina, dalle dimensioni comprese tra 3,5 e 4 metri.                                                                                         |                          |
| - Iliosuchus             |                          |                          | Piccolo carnivoro europeo, lungo un metro e mezzo, simile al più noto Tyrannosaurus.                                                                       |                          |
| - Megalosaurus           |                          |                          | Primo dinosauro a ricevere una descrizione scientifica ufficiale, il Megalosaurus era un carnivoro di oltre nove metri che popolava il Giurassico inglese. |                          |
| - Szechuanoraptor        |                          |                          | Teropode cinese che manca ancora di una descrizione ufficiale.                                                                                             |                          |

### †Ammonitida
I membri delle Ammonitida tipici di questo periodo sono le Ammonitina. Le linee di sutura, i lobi e le selle sono molto suddivisi con bordi arrotondati.
- Cadomites
- Oecoptychius
- Oxycerites
- Somalinautilus

| †Ammonitida del Bathoniano | †Ammonitida del Bathoniano | †Ammonitida del Bathoniano | †Ammonitida del Bathoniano | †Ammonitida del Bathoniano |
| Taxa                       | Presenza                   | Localizzazione             | Descrizione                | Immagine                   |
| -------------------------- | -------------------------- | -------------------------- | -------------------------- | -------------------------- |
| - Asphinctites             | Confermato.                |                            |                            |                            |
| - Cranocephalites          | Confermato.                |                            |                            |                            |
| - Epistrenoceras           | Confermato.                |                            |                            |                            |
| - Garantiana               | Confermato.                |                            |                            |                            |
| - Lissoceras               | Confermato.                |                            |                            |                            |
| - Nannolytoceras           | Confermato.                |                            |                            |                            |
| - Oecotraustes             | Confermato.                |                            |                            |                            |
| - Okribites                | Confermato.                |                            |                            |                            |
| - Parkinsonia              | Confermato.                |                            |                            |                            |
| - Procerites               | Confermato.                |                            |                            |                            |
| - Siemiradzkia             | Confermato.                |                            |                            |                            |

### †Belemniti
| Belemniti del Bathoniano | Belemniti del Bathoniano | Belemniti del Bathoniano | Belemniti del Bathoniano | Belemniti del Bathoniano |
| Taxa                     | Presenza                 | Localizzazione           | Descrizione              | Immagine                 |
| ------------------------ | ------------------------ | ------------------------ | ------------------------ | ------------------------ |
| - Produvalia             |                          |                          |                          |                          |